# Cantonul La Force
Cantonul La Force este un canton din arondismentul Bergerac, departamentul Dordogne, regiunea Aquitania, Franța.

## Comune
| Comune                   | Populație (1999) | Cod poștal | Cod INSEE |
| ------------------------ | ---------------- | ---------- | --------- |
| Bosset                   | 197              | 24130      | 24051     |
| Le Fleix                 | 1.435            | 24130      | 24182     |
| La Force                 | 2.546            | 24130      | 24222     |
| Fraisse                  | 147              | 24130      | 24191     |
| Ginestet                 | 771              | 24130      | 24197     |
| Les Lèches               | 332              | 24400      | 24234     |
| Lunas                    | 357              | 24130      | 24246     |
| Monfaucon                | 278              | 24130      | 24277     |
| Prigonrieux              | 4.113            | 24130      | 24340     |
| Saint-Georges-Blancaneix | 237              | 24130      | 24413     |
| Saint-Géry               | 217              | 24400      | 24420     |
| Saint-Pierre-d'Eyraud    | 1.712            | 24130      | 24487     |